# The Final Countdown (пісня)
«Зворотній відлік» (англ. «The Final Countdown») — пісня шведської рок-групи Europe. Написана вокалістом групи Джоуї Темпестом в 1986 році. Перший сингл з однойменного альбому.
Кліп, спродюсований Ніком Моррісом, містив кадри з попередніх концертів групи.
Семпл пісні використовується шведською пауер-метал-групою Sabaton в якості вступної пісні на концертах.

## Створення
Пісня була заснована на клавішному рифі, який Джої Темпест написав ще в 1981 або 1982 році на клавішах Korg Polysix, які він запозичив у клавішника Міка Мікелі. У 1985 році басист Джон Левен запропонував Темпесту написати пісню на основі цього рифу. Темпест записав демонстраційну версію пісні і відтворив її для інших учасників групи. Спочатку учасники висловили неоднорідні реакції, в тому числі гітарист Джон Норум, але згодом він сказав, що радий, що його не послухали. Темпест описав свою невпевненість: 'Деякі хлопці в колективі думали, що для рок-групи це занадто відрізняється.
За словами Темпеста на формування його музичних смаків та написання «The Final Countdown» зокрема, вплинув сингл «Space Oddity» Девіда Боуї: «Він володіє абсолютно чудовим об'ємом, який зачарував мене. Девід Боуї міркує про „плавання в консервній банці“ — мене це дуже зачепило. Саме ця думка крутилася в голові, коли я писав текст для „The Final Countdown“. Спочатку у мене була музика, яку я грав раз за разом і співав різні слова, доти, доки не спробував „The Final Countdown“, які чудово вписалися. Мій посил був у тому, що світ розширюється, і ми йдемо — ми розчиняємося в космосі. Так що текст „Space Oddity“ дійсно запалив цю думку».
Коли прийшов час вибрати перший сингл із альбому, Темпест запропонував композицію 'The Final Countdown' . Група спочатку не планувала випустити пісню як сингл, і деякі учасники хотіли, щоб 'Rock the Night' став першим синглом. 'The Final Countdown' був написаний як відкриваюча пісня для концертів, і вони ніколи не думали, що це буде хітом .

## У записі брали участь
- Джоуї Темпест — вокал
- Джон Норум — гітари
- Джон Левен — бас-гітара
- Мік Мікаелі — клавішні
- Ієн Хоглунд — ударні

## Кавери
На композицію були записані декілька кавер-версій іншими виконавцями і групами, різних напрямків, найбільш відомі з яких: за звучанням, що фактично повторює оригінал від італійців Vision Divine, акапела-версія від Van Canto і до фінської мелодет-групи Norther.

## Чарти
'The Final Countdown' став миттєвим успіхом на світових чартах після його випуску, і став першим номером у 25 країнах (у тому числі у Великій Британії, де він провів два тижні на вершині) і зазвичай розглядається як найпопулярніша та найвідоміша пісня групи.
| Рік  | Чарт                     | Позиція |
| ---- | ------------------------ | ------- |
| 1986 | French Singles Chart     | 1       |
| 1986 | German Singles Chart     | 1       |
| 1986 | Irish Singles Chart      | 1       |
| 1986 | Dutch Top 40             | 1       |
| 1986 | Swedish Singles Chart    | 1       |
| 1986 | Swiss Singles Chart      | 1       |
| 1986 | UK Singles Chart         | 1       |
| 1986 | Italian Singles Chart    | 1       |
| 1986 | Norwegian Singles Chart  | 4       |
| 1986 | Billboard Hot 100        | 8       |
| 1986 | Mainstream Rock Tracks   | 18      |
| 2000 | Swedish Singles Chart    | 6       |
| 2000 | Finnish Singles Chart    | 12      |
| 2000 | Norwegian Singles Chart  | 12      |
| 2000 | Australian Singles Chart | 33      |
| 2000 | German Singles Chart     | 35      |
| 2000 | UK Singles Chart         | 36      |

## Сертифікації
| Країна          | Організація  | Сертифікація | Продажу   |
| --------------- | ------------ | ------------ | --------- |
| Канада          | Music Canada | золото       | 50 000    |
| Франція         | SNEP         | платина      | 1 000 000 |
| Велика Британія | BPI          | золото       | 500 000   |